# Nannacara
Genre
Le genre Nannacara regroupe plusieurs espèces de poissons de la famille des Cichlidae que l'on rencontre dans les eaux douces d'Amérique du Sud.
On peut lire parfois la graphie incorrecte Nanacara.

## Description
Les représentants du genre Nannacara sont de petits cichlidés mesurant de 40 à 65 mm selon les espèces.

## Liste des espèces
Selon FishBase (25 janv. 2017) :
- Nannacara adoketa  Kullander et Prada-Pedreros, 1993
- Nannacara anomala  Regan, 1905
- Nannacara aureocephalus  Allgayer, 1983
- Nannacara bimaculata  Eigenmann, 1912
- Nannacara quadrispinae  Staeck et Schindler, 2004
- Nannacara taenia  Regan, 1912

Dans un livre de 2007 de Uwe Römer, un nouveau genre, Ivanacara, serait créé pour regrouper les espèces N. adoketa et N. bimaculata. Toutefois, l'acceptation d'un tel changement par la communauté scientifique nécessite la confirmation des résultats, et pour l'instant Ivanacara et Nannacara semblent donnés comme synonymes pour les espèces adoteka et bimaculata.

## Aquariophilie
L'espèce la plus couramment proposée dans les magasins d'aquariophilie est N. anomala (noms vernaculaires : cichlidé nain à œil d'or, cichlidé nain brillant).